# Saint Kitts och Nevis fotbollsförbund
Saint Kitts och Nevis fotbollsförbund, officiellt St. Kitts and Nevis Football Association, är ett specialidrottsförbund som organiserar fotbollen på Saint Kitts och Nevis.
Förbundet grundades 1932 och gick med i Concacaf 1992. De anslöt sig till Fifa år 1992. Saint Kitts och Nevis fotbollsförbund har sitt huvudkontor i staden Basseterre.